# Gabino Sáinz y Celaya

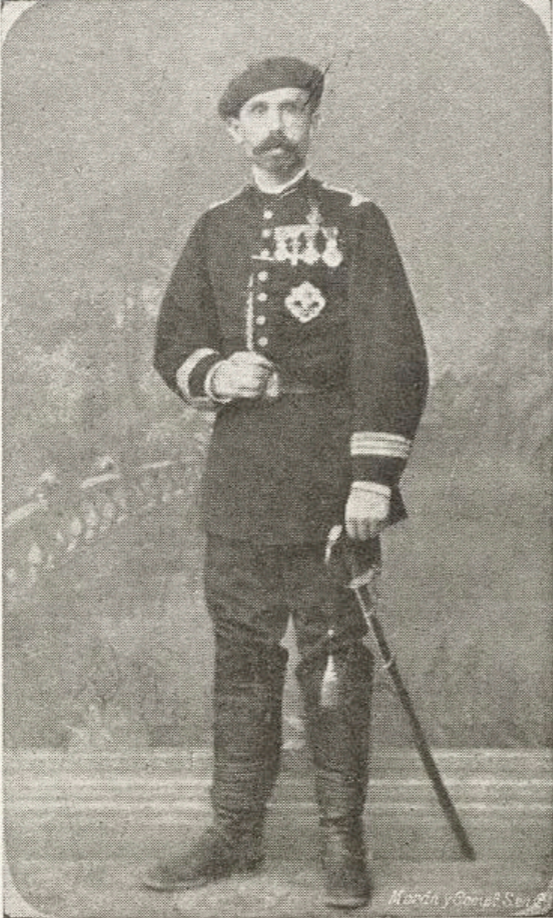
Gabino Sáinz y Celaya

Gabino Sáinz y Celaya (Sesma, 15 de marzo de 1840-†Monteagudo, 22 de marzo de 1906) fue un militar español carlista.

## Biografía
Militar del Ejército español, en 1873 ofreció su espada a Carlos VII. Participó en la tercera guerra carlista mandando el 8.º batallón de Navarra. Acabada la contienda, se reintegró en el Ejército y fue teniente de la escala de reserva del arma de Infantería, agregado a la zona militar de Madrid.
Colaboró en la reorganización de las fuerzas carlistas y formó parte diferentes veces de las Juntas directivas del Círculo carlista de Madrid.
Ascendido por Don Carlos a general, falleció un año después que su hijo Ángel, cuya muerte le había sumido en una honda amargura. Estuvo casado con Escolástica López. Fue enterrado en Monteagudo.